# Lovrečan (Zlatar Bistrica)
Lovrečan is een plaats in de gemeente Zlatar Bistrica in de Kroatische provincie Krapina-Zagorje. De plaats telt 480 inwoners (2001).